# Rasmus Bengtsson
Pour les articles homonymes, voir Bengtsson.
Rasmus Bengtsson, né le 26 juin 1986 à Malmö en Suède, est un footballeur international suédois. Il évolue au poste de défenseur central.

## Biographie

### En club
Né à Malmö en Suède, Rasmus Bengtsson est formé par le club de sa ville natale, le Malmö FF. Mais c'est au Trelleborgs FF, où il est prêté en 2006 qu'il commence sa carrière professionnelle. Sans avoir joué le moindre match avec l'équipe première de Malmö, il s'engage définitivement avec le Trelleborgs FF en 2007.
Le Hertha Berlin est relégué à l'issue de la saison 2009-2010 et Rasmus Bengtsson décide de rejoindre le FC Twente en juillet 2010.
Le 25 mars 2015, Rasmus Bengtsson retourne au Malmö FF, son club formateur.
En mars 2021, Bengtsson résilie son contrat avec le Malmö FF et se retrouve donc libre. En avril 2021 il annonce qu'il met un terme à sa carrière, à 34 ans,.

### En sélection
Rasmus Bengtsson honore sa première sélection avec l'équipe nationale de Suède le 29 janvier 2009, à l'occasion d'un match amical face au Mexique. Il est titularisé et son équipe s'impose par un but à zéro.

## Palmarès
FC Twente
- Coupe des Pays-Bas
  - Vainqueur (1) : 2011
- Trophée Johan Cruyff
  - Vainqueur (1) : 2010

 Malmö FF
- Championnat de Suède (2)
  - 2017 et 2020